# Episodi di Within These Walls (quinta stagione)
La quinta stagione della serie televisiva Within These Walls è stata trasmessa in anteprima nel Regno Unito dalla Independent Television tra il 21 gennaio 1978 e il 15 aprile 1978.
| nº | Titolo originale       | Titolo italiano | Prima TV UK      | Prima TV Italia |
| -- | ---------------------- | --------------- | ---------------- | --------------- |
| 1  | Mixer                  |                 | 21 gennaio 1978  |                 |
| 2  | Arrivals, Departures   |                 | 28 gennaio 1978  |                 |
| 3  | Raft                   |                 | 4 febbraio 1978  |                 |
| 4  | Public Opinion         |                 | 11 febbraio 1978 |                 |
| 5  | Sisters                |                 | 18 febbraio 1978 |                 |
| 6  | Love Me, Love My Bear  |                 | 25 febbraio 1978 |                 |
| 7  | The Inquest            |                 | 4 marzo 1978     |                 |
| 8  | The Governor           |                 | 11 marzo 1978    |                 |
| 9  | Freedom                |                 | 18 marzo 1978    |                 |
| 10 | New Girls              |                 | 25 marzo 1978    |                 |
| 11 | One for the Road       |                 | 1º aprile 1978   |                 |
| 12 | Nemesis                |                 | 8 aprile 1978    |                 |
| 13 | Is There Anyone There? |                 | 15 aprile 1978   |                 |